# Самі Гююпя
Самі Туомас Гююпя (фін. Sami Tuomas Hyypiä, * 7 жовтня 1973, Порвоо, Фінляндія) — колишній фінський футболіст, захисник. Насамперед відомий виступами за англійський «Ліверпуль» та національну збірну Фінляндії. Нині тренер «Баєра 04». По завершенні ігрової кар'єри — тренер.
Один з найтитулованіших фінських футболістів, володар численних європейських трофеїв — володар Ліги чемпіонів УЄФА, Кубку УЄФА та Суперкубку УЄФА (двічі).

## Клубна кар'єра
Народився 7 жовтня 1973 року в місті Порвоо. У дорослому футболі дебютував 1992 року виступами за команду клубу «МюПа», в якій провів чотири сезони, взявши участь у 96 матчах чемпіонату. 
Своєю грою за цю команду привернув увагу представників тренерського штабу нідерландського клубу «Віллем II», до складу якого приєднався 1995 року. Відіграв за команду з Тілбурга наступні три з половиною сезони своєї ігрової кар'єри. Більшість часу, проведеного у складі «Віллема II», був основним гравцем захисту команди.
1999 року уклав контракт з англійським «Ліверпулем», у складі якого провів наступні десять років своєї кар'єри гравця. Граючи у складі «Ліверпуля» також здебільшого виходив на поле в основному складі команди. За цей час по два рази виборював титул володаря Кубка Англії, володаря Кубка англійської ліги і Суперкубка Англії, ставав переможцем Ліги чемпіонів УЄФА, володарем Кубка УЄФА і двічі Суперкубка УЄФА.
2009 року перейшов до німецького «Баєр 04», за який відіграв 2 сезони. Тренерським штабом нового клубу досвідчений захисник також розглядався як гравець «основи». Завершив професійну кар'єру футболіста виступами за команду «Баєр 04» у 2011 році.

## Виступи за збірну
1992 року дебютував в офіційних матчах у складі національної збірної Фінляндії. Протягом кар'єри у національній команді, яка тривала 19 років, провів у формі головної команди країни 105 матчів, забивши 5 голів.

## Кар'єра тренера
Розпочав тренерську кар'єру відразу ж по завершенні кар'єри гравця, 2011 року, залишившись у «Баєр 04» на посаді головного тренера команди, паралельно виконував аналогічні функції у тренерському штабі збірної Фінляндії.
2012 року був призначений головним тренером «Баєр 04», тренував команду з Леверкузена два роки. Протягом частини 2014 року також працював в Англії, тренував «Брайтон енд Гоув».
Наразі останнім місцем тренерської роботи був швейцарський «Цюрих», головним тренером команди якого Гююпя був з 2015 по 2016 рік.

## Статистика виступів

### Статистика клубних виступів
| Сезон                 | Команда               | Чемпіонат             | Чемпіонат | Чемпіонат | Національний кубок | Національний кубок | Національний кубок | Континентальні кубки | Континентальні кубки | Континентальні кубки | Інші змагання | Інші змагання | Інші змагання | Усього | Усього |
| Сезон                 | Команда               | Ліга                  | Ігор      | Голів     | Ліга               | Ігор               | Голів              | Ліга                 | Ігор                 | Голів                | Ліга          | Ігор          | Голів         | Ігор   | Голів  |
| --------------------- | --------------------- | --------------------- | --------- | --------- | ------------------ | ------------------ | ------------------ | -------------------- | -------------------- | -------------------- | ------------- | ------------- | ------------- | ------ | ------ |
| 1992                  | «МюПа»                | ВЛ                    | 33        | 0         | КФ                 | ?                  | ?                  | -                    | -                    | -                    | -             | -             | -             | 33+    | 0+     |
| 1993                  | «МюПа»                | ВЛ                    | 12        | 0         | КФ                 | ?                  | ?                  | КЧ                   | 1                    | 0                    | -             | -             | -             | 13+    | 0+     |
| 1994                  | «МюПа»                | ВЛ                    | 25        | 5         | КФ+КЛ              | ?                  | ?                  | КУЄФА                | 4                    | 0                    | -             | -             | -             | 29+    | 5+     |
| 1995                  | «МюПа»                | ВЛ                    | 26        | 3         | КФ+КЛ              | ?                  | ?                  | КУЄФА                | 4                    | 0                    | -             | -             | -             | 20+    | 3+     |
| Усього за «МюПа»      | Усього за «МюПа»      | Усього за «МюПа»      | 96        | 8         |                    | ?                  | ?                  |                      | 9                    | 1                    |               | ?             | ?             | 105    | 9      |
| 1995–96               | «Віллем II»           | ЕД                    | 14        | 0         | КН                 | ?                  | ?                  | -                    | -                    | -                    | -             | -             | -             | 14+    | 0+     |
| 1996–97               | «Віллем II»           | ЕД                    | 30        | 1         | КН                 | ?                  | ?                  | -                    | -                    | -                    | -             | -             | -             | 30+    | 1+     |
| 1997–98               | «Віллем II»           | ЕД                    | 30        | 0         | КН                 | ?                  | ?                  | -                    | -                    | -                    | -             | -             | -             | 30+    | 0+     |
| 1998–99               | «Віллем II»           | ЕД                    | 26        | 2         | КН                 | 1                  | 0                  | КУЄФА                | 4                    | 0                    | -             | -             | -             | 31     | 2      |
| Усього за «Віллем II» | Усього за «Віллем II» | Усього за «Віллем II» | 100       | 3         |                    | 1+                 | 0+                 |                      | 4                    | 0                    |               | ?             | ?             | 105+   | 3+     |
| 1999–00               | «Ліверпуль»           | ПЛ                    | 38        | 2         | КІ+ЛЧ              | 2+2                | 0+0                | -                    | -                    | -                    | -             | -             | -             | 42     | 2      |
| 2000–01               | «Ліверпуль»           | ПЛ                    | 35        | 3         | КІ+ЛЧ              | 6+6                | 1+0                | КУЄФА                | 11                   | 0                    | -             | -             | -             | 58     | 4      |
| 2001–02               | «Ліверпуль»           | ПЛ                    | 37        | 3         | КІ+ЛЧ              | 2+1                | 1+0                | ЛЧ                   | 16                   | 2                    | СА            | 1             | 0             | 57     | 5      |
| 2002–03               | «Ліверпуль»           | ПЛ                    | 36        | 3         | КІ+ЛЧ              | 3+4                | 0+0                | ЛЧ+КУЄФА             | 12                   | 2                    | СА            | 1             | 0             | 56     | 5      |
| 2003–04               | «Ліверпуль»           | ПЛ                    | 38        | 4         | КІ+ЛЧ              | 4+1                | 0+0                | КУЄФА                | 8                    | 1                    | -             | -             | -             | 51     | 5      |
| 2004–05               | «Ліверпуль»           | ПЛ                    | 32        | 2         | КІ+ЛЧ              | 1+1                | 0+0                | ЛЧ                   | 15                   | 1                    | -             | -             | -             | 49     | 3      |
| 2005–06               | «Ліверпуль»           | ПЛ                    | 36        | 1         | КІ+ЛЧ              | 6+1                | 1+0                | ЛЧ                   | 14                   | 0                    | СУ+КЧС        | 2             | 0             | 59     | 2      |
| 2006–07               | «Ліверпуль»           | ПЛ                    | 23        | 2         | КІ+ЛЧ              | 0+1                | 0+1                | КУЄФА                | 5                    | 0                    | СА            | 1             | 0             | 30     | 3      |
| 2007–08               | «Ліверпуль»           | ПЛ                    | 15        | 1         | КІ+ЛЧ              | 0+0                | 0+0                | КУЄФА                | 8                    | 1                    | -             | -             | -             | 23     | 2      |
| Усього за «Ліверпуль» | Усього за «Ліверпуль» | Усього за «Ліверпуль» | 317       | 22        |                    | 24+17              | 3+1                |                      | 89                   | 7                    |               | 5             | 0             | 452    | 33     |
| 2009–10               | «Баєр 04»             | БЛ                    | 32        | 2         | КН                 | 1                  | 0                  | -                    | -                    | -                    | -             | -             | -             | 33     | 2      |
| 2010–11               | «Баєр 04»             | БЛ                    | 21        | 1         | КН                 | 1                  | 0                  | ЛЄ                   | 5                    | 0                    | -             | -             | -             | 27     | 0      |
| Усього за «Баєр 04»   | Усього за «Баєр 04»   | Усього за «Баєр 04»   | 53        | 3         |                    | 2                  | 0                  |                      | 5                    | 0                    |               | 0             | 0             | 60     | 3      |
| Усього за кар'єру     | Усього за кар'єру     | Усього за кар'єру     | 566       | 36        |                    | 44+                | 4+                 |                      | 107                  | 8                    |               | 5+            | 0+            | 722+   | 48+    |

## Досягнення
В Фінляндії з «МюПа»
- 2-е місце в Чемпіонаті Фінляндії: 1993, 1994, 1995
- Володар Кубка Фінляндії: 1992, 1995

В Нідерландах з Віллем II
- 2-е місце в Чемпіонаті Нідерландів: 1993

В Англії з Ліверпулем
- 2-е місце в Чемпіонаті Англії: 2001/02, 2008/09
- Володар Кубка Англії: 2000/01, 2005/06
- Володар Кубка англійської ліги: 2000/01, 2002/03, (фіналіст 2004/05)
- Володар Суперкубка Англії: 2001, 2006, (фіналіст 2002)
- Переможець Ліги чемпіонів УЄФА: 2005, (фіналіст 2007)
- Володар Кубку УЄФА: 2001
- Володар Суперкубку УЄФА: 2001, 2005
- Фіналіст Клубного Кубку Світу: 2005

### Особисті досягнення
- Гравець року Фінляндії (вибір журналістів): 1999, 2000, 2001, 2002, 2003, 2005, 2006, 2009, 2010
- Гравець року Фінляндії (фінської футбольної асоціації): 1999, 2001, 2002, 2003, 2005, 2006, 2008, 2009, 2010
- Спортивна персона року в Фінляндії: 2001
- Півзахисник року УЄФА: 2002
- Входить у список ФІФА 100
- Ввійшов до складу символічної збірної чемпіонату Європи 2008 року